# Podatki lokalne w Polsce
Podatki lokalne – jedno ze źródeł dochodów budżetów gmin, m.in. obok opłat lokalnych.

## Rodzaje podatków lokalnych
Gminy uzyskują dochody z podatków lokalnych, do których zalicza się podatek:
- rolny,
- leśny,
- od środków transportowych,
- od posiadania psów (do końca 2007 r.),
- od spadków i darowizn,
- od nieruchomości.

### Podatek rolny
W odniesieniu do gmin wiejskich stanowi on zazwyczaj znaczącą pozycję w dochodach samorządu terytorialnego.
Podatek rolny nałożony jest konkretnie na osoby fizyczne, osoby prawne oraz osoby nieposiadające osobowości prawnej, jak również dwie lub więcej osób fizycznych lub prawnych prowadzących wspólną gospodarkę rolną, które są właścicielami będącymi własnością Skarbu Państwa lub gminy.
Przedmiotem opodatkowania podatkiem rolnym są grunty sklasyfikowane w ewidencji gruntów i budynków jako użytki rolne lub grunty zadrzewione lub zakrzewione na użytkach rolnych, z wyjątkiem gruntów zajętych na prowadzenie działalności gospodarczej innej niż działalność rolnicza.
Od podatku rolnego zwolnione są:
- użytki rolne klasy V, VI i VIz oraz grunty zadrzewione i zakrzewione ustanowione na użytkach rolnych,
- grunty położone w pasie drogi granicznej,
- grunty orne, łąki i pastwiska objęte melioracją – w roku, w którym uprawy zostały zniszczone wskutek robót drenarskich,
- grunty gospodarstw rolnych powstałe z zagospodarowania nieużytków – na okres 5 lat, licząc od roku następnego po zakończeniu zagospodarowania,

Podstawą naliczania i poboru podatku rolnego jest Ustawa z dnia 15 listopada 1984 roku o podatku rolnym (Dz.U. z 2024 r. poz. 1176).

### Podatek leśny
Podatek ten jest pobierany od prowadzonej działalności w zakresie gospodarowania gruntami leśnymi.
Podatnikami podatku leśnego są osoby fizyczne, prawne oraz jednostki nieposiadające osobowości prawnej, które są właścicielami lasów bądź posiadaczami lasów należących do Skarbu państwa lub samorządu terytorialnego.
Podstawę opodatkowania podatkiem leśnym stanowi powierzchnia lasu, wyrażona w hektarach, wynikająca z ewidencji gruntów i budynków.
Na wysokość podatku ma wpływ stan drzewostanu, wynika stąd to, że im las jest lepszy, tym podatek jest wyższy. Podatek ten jest przekazywany gminie i służy zaspokojeniu potrzeb społecznych.
Negatywną stroną tego podatku jest fakt, iż podatek ten jest podatkiem od posiadania lasu, a nie jego użytkowania.
Obowiązek podatkowy w zakresie podatku leśnego powstaje od pierwszego dnia miesiąca następującego po miesiącu, w którym zaistniały okoliczności uzasadniające powstanie tego obowiązku natomiast wygasa ostatniego dnia miesiąca, w którym przestały istnieć okoliczności uzasadniające ten obowiązek.
Organem podatkowym właściwym w sprawach podatku leśnego jest wójt (burmistrz, prezydent miasta).
Zwalnia się od podatku leśnego:
- lasy z drzewostanem w wieku do 40 lat,
- lasy wpisane indywidualnie do rejestru zabytków,
- użytki ekologiczne.

Podstawą naliczania i poboru podatku rolnego jest ustawa z dnia 30 października 2002 r. o podatku leśnym (Dz.U. z 2025 r. poz. 176).

### Podatek od środków transportowych
Podatek ten jest pobierany od środków transportowych, tzn. od pojazdów samochodowych, przyczep, ciągników, motorowerów, jachtów, promów i łodzi wyposażonych w silniki.
Obowiązek podatkowy dotyczy osób fizycznych, prawnych oraz jednostek organizacyjnych nieposiadających osobowości prawnej będących właścicielami środków transportowych.
Wysokość podatku określa minister w drodze rozporządzenia i zależy on w głównej mierze od rodzaju środka transportowego albo masy całkowitej.
Od podatku od środków transportowych zwolnieni są m.in. środki transportowe stanowiące zapasy mobilizacyjne.
Podstawą naliczania i poboru podatku jest ustawa z dnia 12 stycznia 1991 r. o podatkach i opłatach lokalnych (Dz.U. z 2025 r. poz. 707).

### Podatek od posiadania psów
Podatek ten do końca 2007 r. płaciły osoby fizyczne będące posiadaczami psów. Wysokość podatku uzależniono od liczby posiadanych psów oraz wielkości miasta lub gminy.
Wysokość stawek podatku od posiadania psów ustalała rada gminy i nie mógł on przekroczyć rocznie 22,86 zł.
Podatku od posiadania psów nie pobierało się m.in.:
- z tytułu posiadania psów będących wsparciem dla osób kalekich (niewidomych, głuchoniemych),
- od osób w wieku powyżej 70 lat prowadzących samodzielnie gospodarstwo domowe – od jednego psa.

Podstawą naliczania i poboru podatku była ustawa z dnia 12 stycznia 1991 r. o podatkach i opłatach lokalnych. Od 2008 r. istnieje fakultatywna opłata od posiadania psa.

### Podatek od spadku i darowizn
Podatkiem od spadków i darowizn objęte jest nabycie przez osoby fizyczne własności rzeczy znajdujących się w kraju i praw majątkowych wykonywanych w kraju, w drodze spadku lub darowizny.
Podstawę opodatkowania stanowi równowartość nabytych rzeczy i praw majątkowych po potrąceniu długów i ciężarów.
Podatkowi nie podlega m.in.:
- nabycie własności rzeczy ruchomych znajdujących się na terytorium Rzeczypospolitej Polskiej lub praw majątkowych podlegających wykonaniu na terytorium Rzeczypospolitej Polskiej, jeżeli w dniu nabycia ani nabywca, ani też spadkodawca lub darczyńca nie byli obywatelami polskimi i nie mieli miejsca stałego pobytu lub siedziby na terytorium Rzeczypospolitej Polskiej,
- nabycie w drodze spadku, zapisu windykacyjnego lub darowizny praw autorskich i praw pokrewnych, praw do projektów wynalazczych, znaków towarowych i wzorów zdobniczych oraz wierzytelności wynikających z nabycia tych praw,
- nabycie w drodze dziedziczenia środków z pracowniczego programu emerytalnego.

Podstawą naliczania i poboru podatku jest ustawa z dnia 28 lipca 1983 r. o podatku od spadków i darowizn (Dz.U. z 2024 r. poz. 1837).

### Podatek od nieruchomości
Podatek ten nakładany jest na osoby fizyczne, prawne oraz jednostki nieposiadające osobowości prawnej będące m.in.:
- właścicielami lub samoistnymi posiadaczami nieruchomości albo obiektów budowlanych nie złączonych trwale z gruntem,
- użytkownikami wieczystymi nieruchomości lub ich części.

Przedmiotem opodatkowania są budynki lub ich części oraz inne budowle związane z prowadzeniem działalności gospodarczej, inna niż działalność rolnicza lub leśna.
Podstawa opodatkowania zależy w głównej mierze od rodzaju opodatkowanej nieruchomości. W odniesieniu do budynków czy gruntów, podstawą opodatkowania jest ich powierzchnia. Podstawę opodatkowania stanowi wartość czynszowa. Nie ma ona jednak charakteru jednolitego i zależy m.in. od położenia przedmiotu opodatkowania oraz faktu jego wynajęcia lub wydzierżawienia. Stawki podatku określone są procentowo i wynoszą od 1 do 25% podstawy opodatkowania.
Podatek ten jest płacony przez osoby fizyczne oraz jednostki nie posiadające osobowości prawnej w czterech ratach, w terminach do 15 marca, 15 maja, 15 września i 15 listopada. Osoby prawne oraz państwowe jednostki organizacyjne nie mające osobowości prawnej podatek płacą za poszczególne miesiące do 15 dnia każdego miesiąca. Obowiązek podatkowy powstaje od pierwszego dnia miesiąca następującego po miesiącu, w którym powstały okoliczności uzasadniające powstanie tego obowiązku.
Z podatku od nieruchomości zwalnia się m.in.
- nieruchomości lub ich części zajęte na potrzeby organów i administracji samorządu terytorialnego,
- budowle dróg publicznych oraz grunty zajęte pod te drogi,
- nieruchomości lub ich części zwolnione od podatku od nieruchomości na podstawie odrębnych ustaw.

Podatek od nieruchomości obejmuje w gminach miejskich wszelkiego rodzaju nieruchomości z wyjątkiem gruntów niezabudowanych o obszarze ponad 5000 m² użytkowanych stale jako pola uprawne, łąki, pastwiska, sady i ogrody.
Podatek obejmuje również niezwiązane z gospodarstwem rolnym budynki wraz z należącymi do nich gruntami i zabudowaniami ubocznymi oraz grunty niezabudowane, niewchodzące w skład gospodarstwa rolnego.
Podstawą naliczania i poboru podatku jest ustawa z dnia 12 stycznia 1991 r. o podatkach i opłatach lokalnych.